# أزمور (تونس)
أزمور هي قرية وبلدية صغيرة في ولاية نابل، وتقع في شبه جزيرة الوطن القبلي في تونس، تحدها الهوارية من الشمال، ومن الجنوب قليبية، ومن الشرق حمام الأغزاز، ومن الغرب منزل تميم.
أنشئت البلدية بموجب المرسوم رقم 640 في 23 أبريل 1985 4,500 أكر (18 كـم2). اعتبارا من عام 2004 كان عدد سكانها 5001 نسمة.
استضافت أزمور مهرجان سيدي معاوية الشريف في الفترة من 5 إلى 7 أغسطس 2003.

## مشاهير
- نعمة (مغنية)